# Rappresaglia (gruppo musicale)
I Rappresaglia sono un gruppo musicale italiano fondato a Milano nel 1982. Assieme a gruppi come RAF Punk, Raw Power, Blue Vomit, Nerorgasmo, Atrox ed Impact furono parte della scena hardcore punk italiana.

## Storia
Dopo le prime produzioni il loro sound si è spostato verso sonorità punk rock, più melodiche e orecchiabili arrivando addirittura a produrre alcuni pezzi ska punk e abbandonando progressivamente l'hardcore degli esordi. Anche i testi, pur rimanendo socialmene impegnati, si sono con il tempo spostati dall'estremo antagonismo politico per parlare di società e arrivando anche al nonsense.
Nel 1988 il gruppo ha cambiato nome in Black Rose Kingdom e ha inciso un LP per la CGD. Nel 1991 la band è tornata alle proprie radici riprendendo il nome Rappresaglia.

## Formazione

### Formazione attuale
- Maurizio Fusano (Ricio) – voce e chitarra
- Stefano Traldi – basso e cori
- Matteo Covizzi – chitarra e cori
- Marco Cirino – batteria

## Discografia

### Album in studio
- 1998 – Rappresaglia 1982
- 1999 – Degenerazione
- 2003 – Sopravvissuti
- 2018 – Neurotik

### Singoli ed EP
- 1984 – Danza di guerra
- 1995 – Distruggi le illusioni

### Split
- 2015 – Punk Rock Generations (con The Crooks, Latte+ e Senzabenza)

### Partecipazioni a compilation
- 1983 – AA.VV. Skins e Punks = T.N.T.
- 1984 – AA.VV. 4 per A, A per tutti
- 1984 – AA.VV. La notte dell'Anarchia
- 2001 – AA.VV. 5 anni sulla strada
- 2002 – AA.VV. Ieri, Oggi e Domani